# Theodor Haerten
Theodor Haerten (* 3. Juli 1898 in Geldern; † 30. Juli 1968 in Oberhausen) war ein deutscher Schauspieler, Dramatiker, Regisseur und Intendant.

## Leben
Theodor Haerten nahm zunächst als sogenannter Frontkämpfer am Ersten Weltkrieg teil. Danach schlug er die Theaterlaufbahn ein und erhielt bald die Möglichkeit, in Bonn an einer Bühne als Dramaturg zu arbeiten. Es schlossen sich Tätigkeiten als Spielleiter an verschiedenen Theatern in Berlin, Heidelberg, Königsberg, Koblenz und Essen und in der Folge als Oberspielleiter in Darmstadt an. Später war er dann Dramaturg in Gießen und Intendant in Frankfurt am Main. Ab den 1950er Jahren hatte Haerten lange Zeit ein Engagement wiederum als Oberspielleiter an den Städtischen Bühnen in Oberhausen. Dort inszenierte er unter anderem 1952 die deutsche Uraufführung von Ilse Langners Bühnenstück Sylphide und der Polizist. Er trat darüber hinaus sowohl als Regisseur für einen Fernsehfilm als auch für einige Hörspiele in Erscheinung.
Im Jahr 1943 wurde ihm der Immermann-Preises der Stadt Düsseldorf verliehen.
Theodor Haerten war mit der Schauspielerin Hildegard Wahry verheiratet.

## Filmografie

### Regie
- 1964: Der Bürge (Fernsehfilm)

## Hörspiele

### Regie
- 1946: George Byron: Kain – Nordwestdeutscher Rundfunk
- 1947: Anonym: Mariechen von Nijmwegen – Nordwestdeutscher Rundfunk
- 1948: Franz Werfel: Jacobowsky und der Oberst Komödie einer Tragödie – Nordwestdeutscher Rundfunk

## Werke
- 1924: Kreuzzug. Verlag des Bühnenvolksbundes, Frankfurt am Main
- 1934: Der tolle Christian. Herzog von Braunschweig.
- 1937: Die Hochzeit von Dobesti. Berlin, Bondi
- 1939: Die Hochzeit von Dobesti (Neuausgabe). Berlin, Theaterverlag Albert Langen/Georg Müller
- 1943: Von einer tapferen Soldatenfrau. Berlin, Jung[5]